# Sephena spargula
Sephena spargula är en insektsart som först beskrevs av Walker 1870.  Sephena spargula ingår i släktet Sephena och familjen Flatidae. Inga underarter finns listade i Catalogue of Life.